# Louis Pierre Martin Norblin

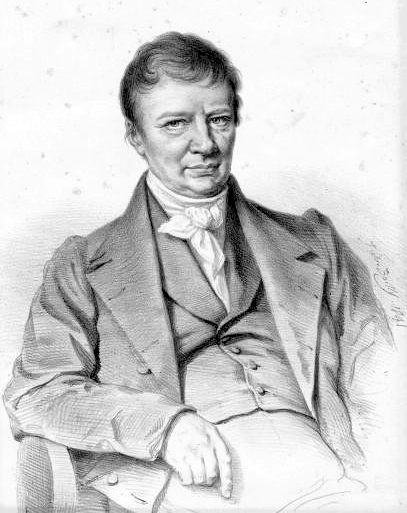
Louis Norblin gemalt von Julien Léopold Boilly

Louis Pierre Martin Norblin (* 2. Dezember 1781 in Warschau; † 14. Juli 1854 in Connantre) war ein französischer Violoncellist und Musikpädagoge. Er war der Sohn des französisch-polnischen Malers Jean-Pierre Norblin de La Gourdaine.

## Leben und Werk
Louis Norblin studierte seit 1798 zunächst bei Charles-Nicolas Baudiot und später bei Pierre-François Levasseur am Pariser Konservatorium. 1803 gewann er den Ersten Preis dieses Konservatoriums.
1809 erfolgte seine Erstanstellung beim Théâtre-Italien in Paris. Er wirkte von 1811 bis 1841 als Solocellist an der Grand Opéra in Paris. Seit 1826 bis 1846 wirkte er als Nachfolger von Jean-Henri Levasseur als Violoncellolehrer am Pariser Konservatorium. Zu seinen Schülern zählten Jacques Offenbach, Auguste-Joseph Franchomme, Charles Lebouc, François Hainl und Hippolyte Seligmann. 1828 wurde er zum Mitbegründer der Pariser Konservatoriumskonzerte.